# 里奇頓公園 (伊利諾伊州)
里奇頓公園（英語：Richton Park）是位於美國伊利諾伊州庫克縣的一個村落。

## 地理
里奇頓公園的座標為41°28′55″N 87°43′31″W / 41.48194°N 87.72528°W，而該地最高點為海拔高度221米（即725英尺）。

## 人口
根據2010年美國人口普查的數據，里奇頓公園的面積為10.33平方千米，當中陸地面積為10.30平方千米，而水域面積為0.03平方千米。當地共有人口13646人，而人口密度為每平方千米1,321人。